# Хоцянув
Хоцянув (пол. Chocianów, нем. Kotzenau, Коценау) — город в Польше, входит в Нижнесилезское воеводство, Польковицкий повят. Имеет статус городско-сельской гмины. Занимает площадь 7,31 км². Население 8232 человек (на 2004 год).
Хоцянувский дворец — одна из исторических достопримечательностей города.

## Галерея

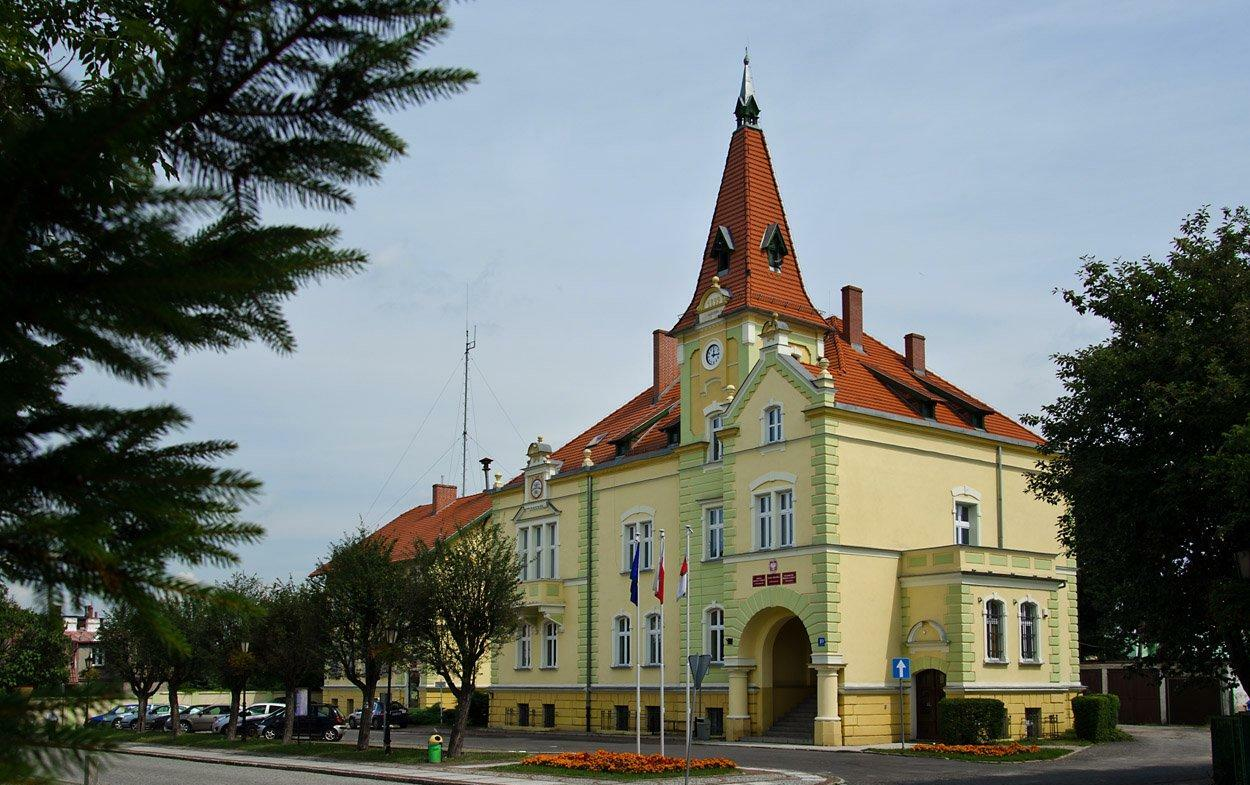
Ратуша
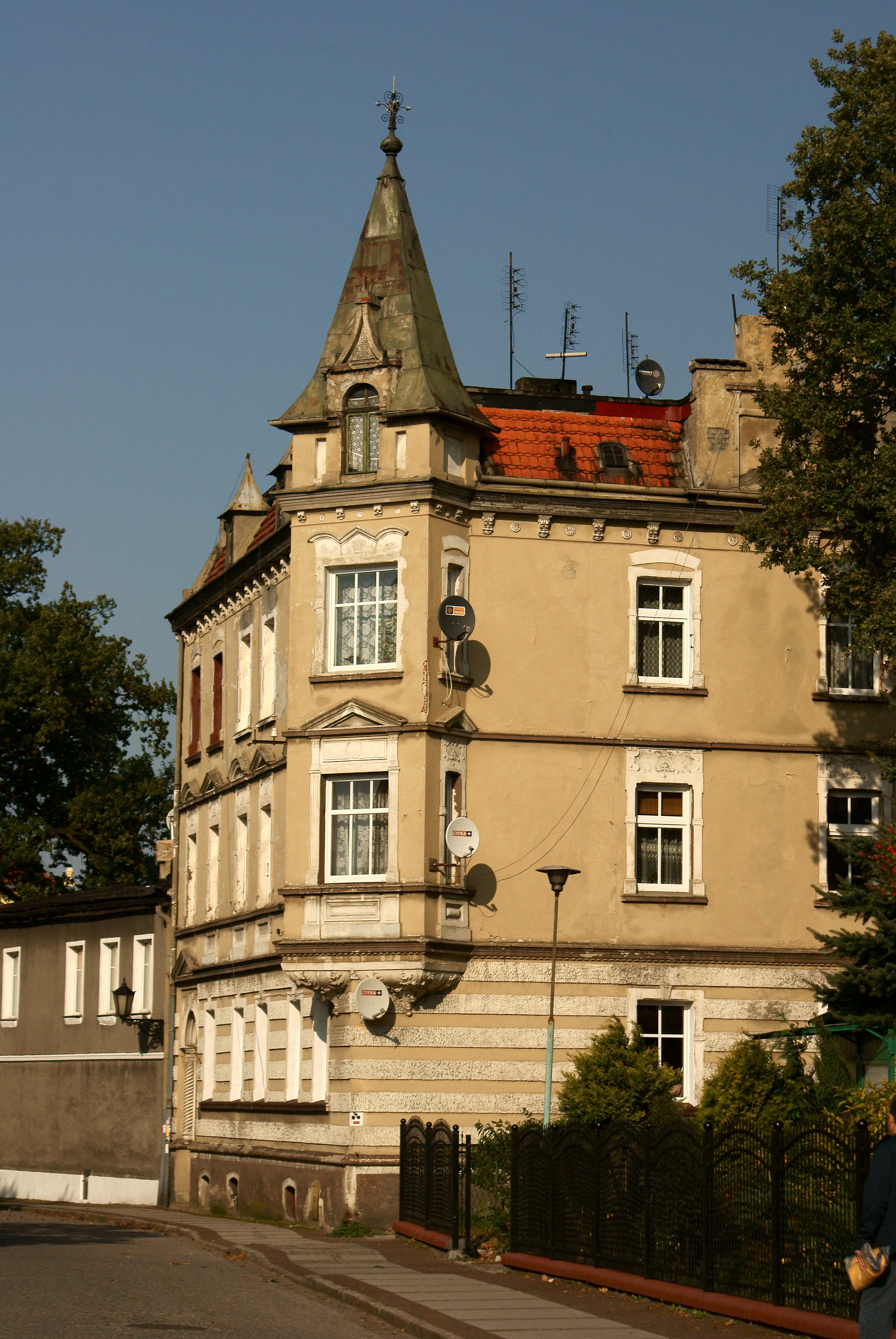
Старый дом
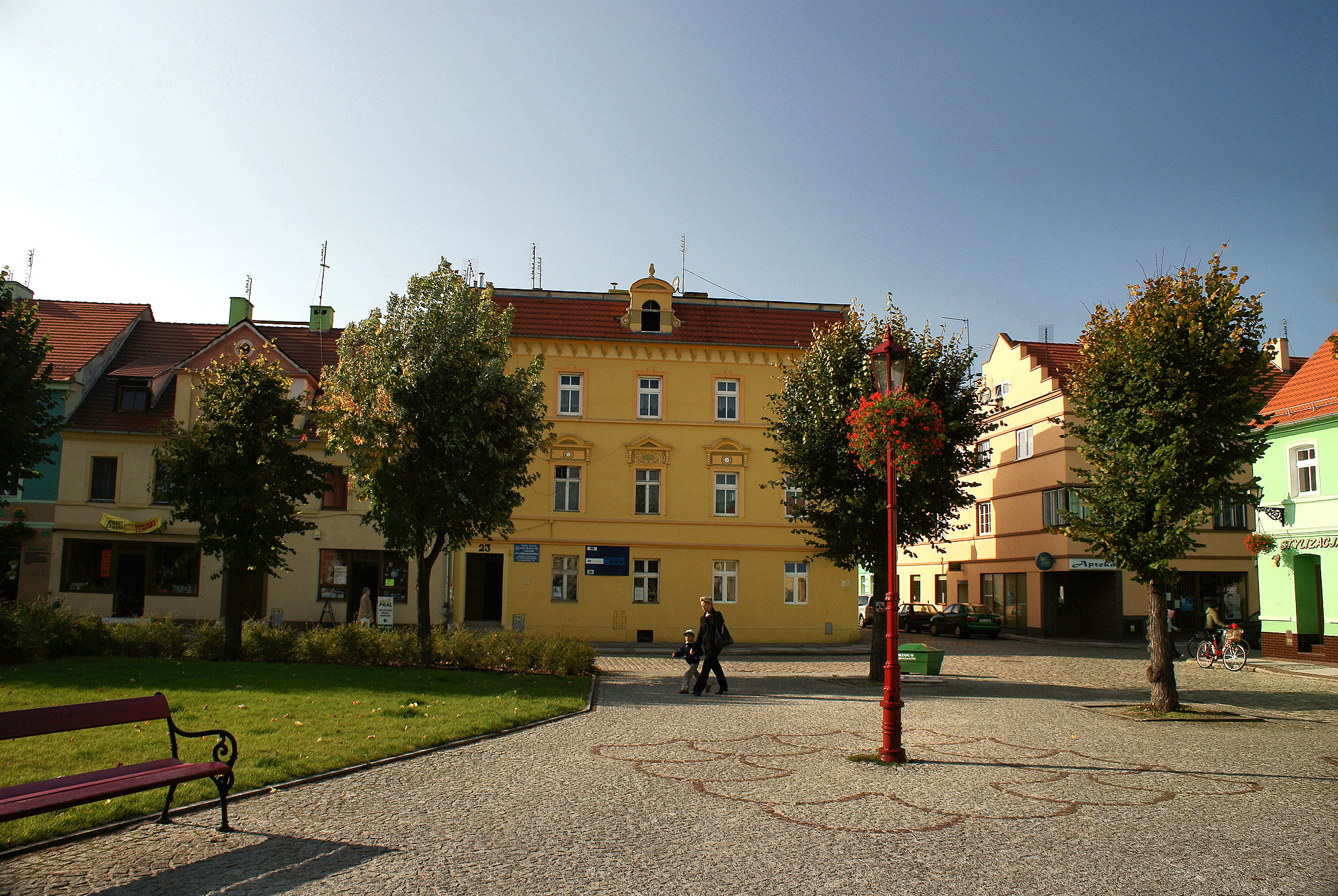
Рыночная площадь
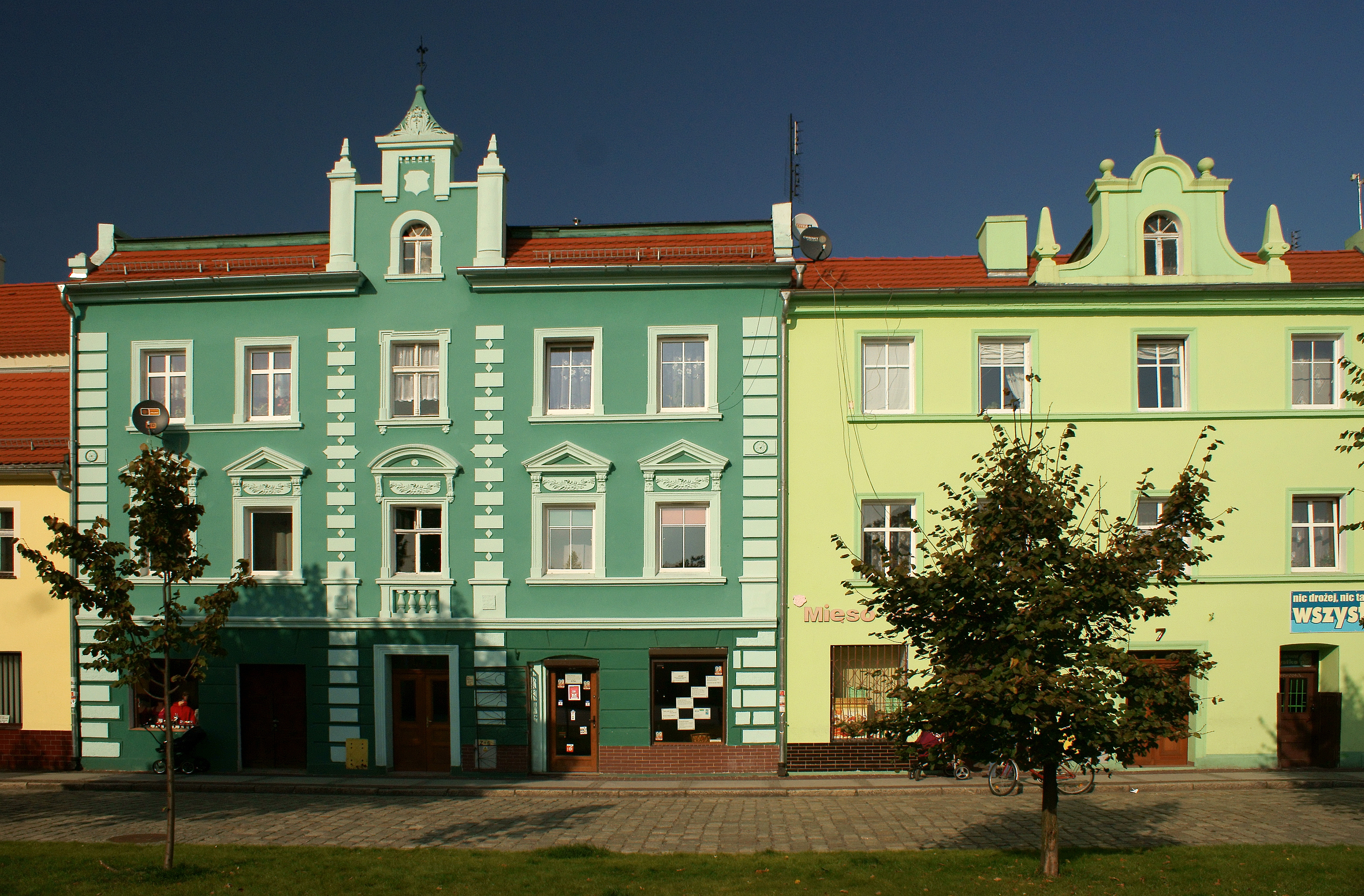
Дома на рыночной площади
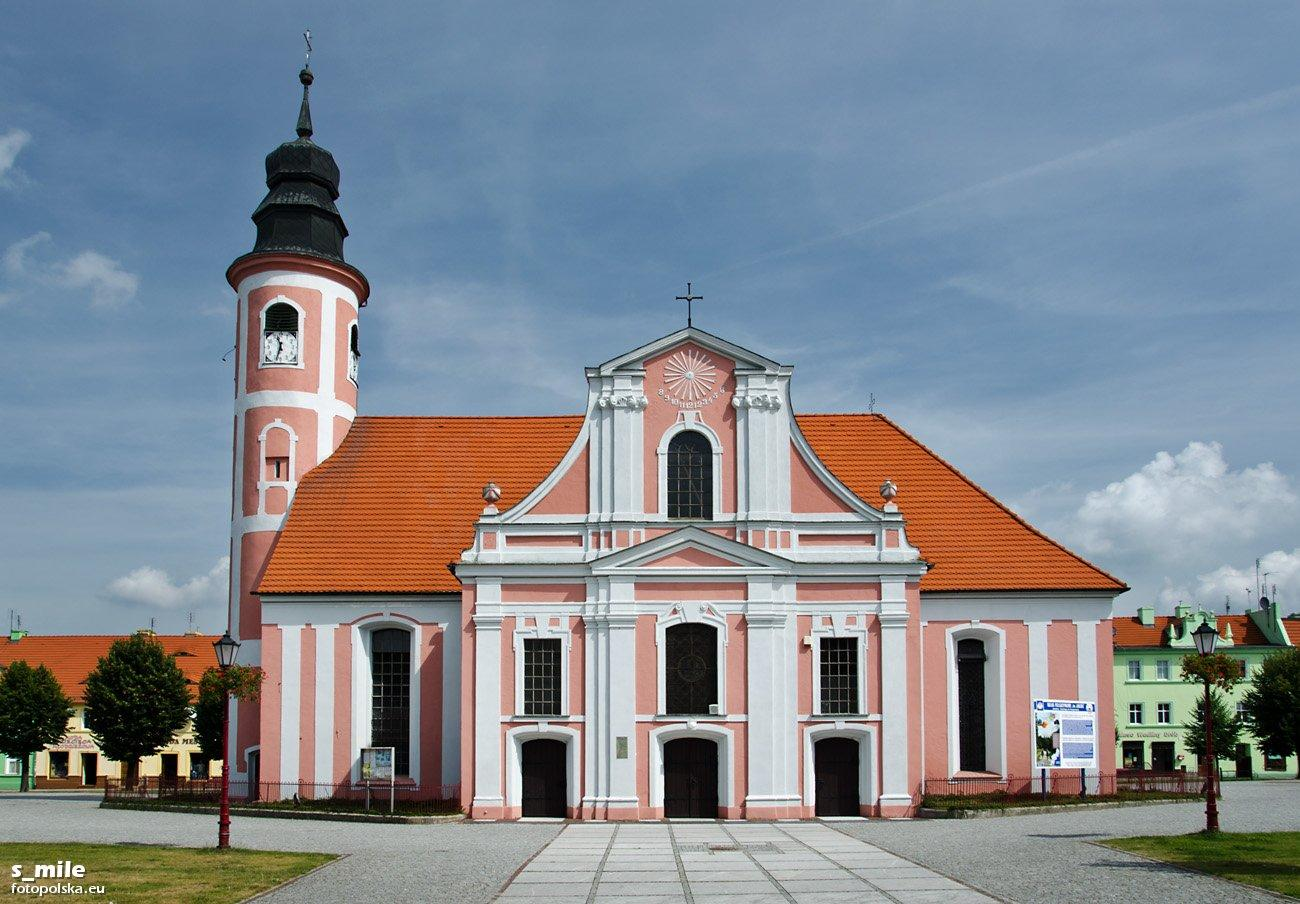
Церковь Св. Иосифа Работника
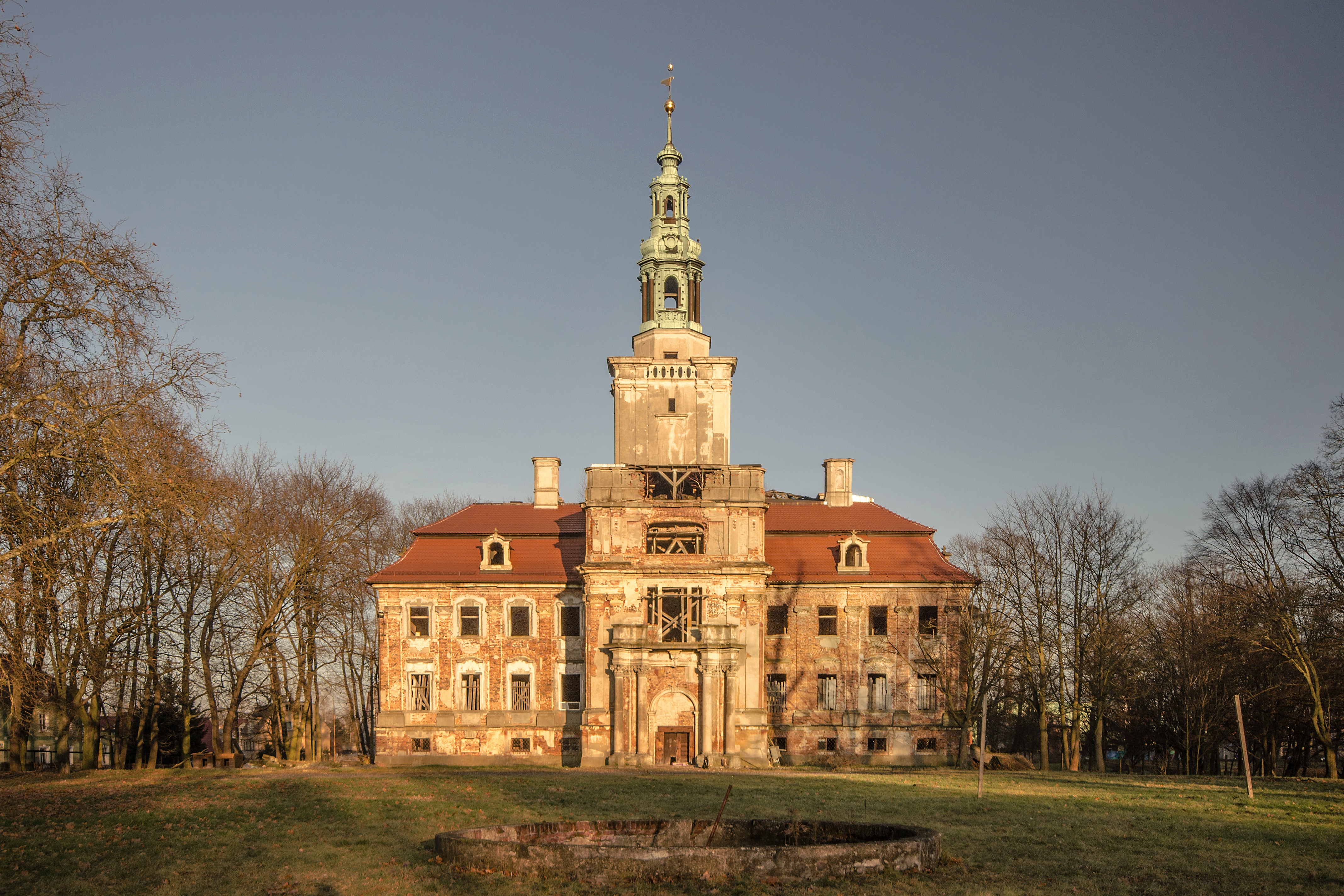
Руины дворца